# Zuid-Thürings voetbalkampioenschap 1925/26
In 1925/26 werd het zevende voetbalkampioenschap van Zuid-Thüringen gespeeld, dat georganiseerd werd door de Midden-Duitse voetbalbond. 
De onderstaande eindstand is de laatst bekende stand. Het is niet bekend of de competitie nog afgewerkt werd en Oberlind de titel veroverde want zij werden wel afgevaardigd naar de Midden-Duitse eindronde. De club versloeg FC Wacker 1910 Gera en FC Preußen 1909 Langensalza en verloor dan in de halve finale met 9:1 van SV Fortuna Leipzig 02. 
Dit jaar mochten ook de vicekampioenen naar een speciale eindronde waarvan de winnaar nog kans maakte op de nationale eindronde. Sonneberg verloor van VfL 1904 Meiningen. Om een onbekende reden gingen beide clubs naar de volgende ronde en werd de wedstrijd herspeeld. Deze keer trok Sonneberg aan het langste eind. In de kwartfinale verloor de club van Erfurter SC 95. 

## Gauliga
| Plaats | Club                     | Wed. | W  | G | V  | Saldo | Ptn.  |
| ------ | ------------------------ | ---- | -- | - | -- | ----- | ----- |
| 1.     | 1. SC Sonneberg 04       | 17   | 11 | 3 | 3  | 57:18 | 25:9  |
| 2.     | SC 06 Oberlind           | 15   | 10 | 3 | 2  | 34:19 | 23:7  |
| 3.     | 1. FC 07 Lauscha         | 16   | 9  | 1 | 6  | 34:26 | 19:13 |
| 4.     | SV 1907 Neustadt/Coburg  | 16   | 7  | 3 | 6  | 48:30 | 17:15 |
| 5.     | VfB 1907 Coburg          | 15   | 7  | 2 | 6  | 34:34 | 16:14 |
| 6.     | SC 1903 Eisfeld          | 16   | 6  | 4 | 6  | 28:29 | 16:16 |
| 7.     | SV 1908 Steinach         | 16   | 5  | 2 | 9  | 29:49 | 12:20 |
| 8.     | Sportring 1910 Sonneberg | 15   | 4  | 3 | 8  | 20:39 | 11:19 |
| 9.     | FC Viktoria 1909 Coburg  | 13   | 3  | 3 | 7  | 19:29 | 9:17  |
| 10.    | 1. FC 1910 Köppelsdorf   | 15   | 3  | 0 | 12 | 32:62 | 6:24  |

|  | Kampioen, geplaatst voor Midden-Duitse eindronde           |
|  | Geplaatst voor Midden-Duitse eindronde voor vicekampioenen |
|  | Degradatie                                                 |